# Dr. Stone
Dr. Stone (Nhật: Dr.STONE Hepburn: Dokutā Sutōn) được biết đến ở Việt Nam với tên gọi Hồi sinh thế giới, là một loạt manga Nhật Bản được viết bởi Inagaki Riichiro và minh họa bởi Boichi, đăng trên Weekly Shonen Jump từ ngày 06 tháng 3 năm 2017 với các chương đơn lẻ được thu thập và xuất bản bởi Shueisha thành hai mươi lăm tập tankōbon Tính đến  tháng 3 năm 2022. Viz Media đã cấp phép cho manga ở Bắc Mỹ. Shueisha bắt đầu xuất bản bộ truyện bằng tiếng Anh trên trang web, được dịch sang Tiếng Việt bởi NXB Kim Đồng và ứng dụng Manga Plus kể từ tháng 1 năm 2019. Một series anime do TMS Entertainment chuyển thể được phát sóng kể từ ngày 5 tháng 7 năm 2019.

## Cốt truyện
Cậu học sinh Taiju nói với người bạn yêu khoa học Senku (nhân vật chính của truyện) của mình rằng cậu sắp tỏ tình với Yuzuriha, người mà cậu đã thầm yêu trong 5 năm. Gặp nhau dưới gốc cây long não trên sân trường, ngay khi Taiju chuẩn bị tỏ tình, một ánh sáng màu xanh rực rỡ xuất hiện trên bầu trời. Taiju đã đẩy Yuzuriha về phía cái cây để bảo vệ cô, nhưng thứ ánh sáng đó đi xuyên qua tất cả mọi mọi vật và làm hóa đá toàn thể con người trên trái đất, và mỗi con người trên Trái đất đều bị hoá đá. Hầu hết con người bắt đầu mất dần ý thức trong khi tất cả các dấu vết của nền văn minh bắt đầu suy tàn, nhưng Taiju vẫn giữ được ý thức trong khi thời gian trôi qua nhờ vào động lực muốn giải thoát cả mình và Yuzuriha. Cuối cùng, Taiju thoát khỏi tình trạng hóa đá và tìm thấy một thông điệp được khắc trên cây, thứ giúp cậu phát hiện ra rằng Senku cũng đã thoát khỏi tình trạng hóa đá. Senku đã giữ cho ý thức của mình tồn tại bằng cách đếm xem cậu đã bị hóa đá trong bao lâu. Do đó, Senku biết rằng ngày này là ngày 5 tháng 10 năm 5738.
Cùng nhau, Taiju và Senku bắt đầu xây dựng lại nền văn minh bằng các kiến thức khoa học của Senku. Họ tạo ra nital; một dung môi ăn mòn phá hủy lớp vỏ đá trên người. Lúc đầu, họ dự định giải thoát Yuzuriha, nhưng khi cả hai bị những con sư tử trốn thoát khỏi sở thú và sinh sôi ở Nhật Bản trong nhiều thế kỷ tấn công, họ đã giải thoát một người mà Taiju nhận ra là Shishio Tsukasa, "Học sinh trung học khỏe nhất". Tsukasa sử dụng sức mạnh của mình để giết những con sư tử. Sau đó, họ tạo ra nhiều nital hơn để giải thoát Yuzuriha, nhưng Senku phát hiện ra rằng khi Tsukasa còn nhỏ, cậu ta đã bị một người lớn đánh đập dã man khi đang thu thập vỏ sò cho người em gái đang trải qua một cuộc phẫu thuật; do người đàn ông tin rằng anh ta có quyền đánh cá tại khu vực Tsukasa đã ăn cắp vỏ sò. Điều đó đã khiến Tsukasa có suy nghĩ rằng chỉ những "người có trái tim trẻ trung thuần khiết" nên được hồi sinh, do đó Tsukasa bắt đầu tiêu diệt những người lớn bị hóa đá. Từ đấy hình thành nên hai phe đối địch nhau: Vương quốc Khoa học của Senku và Đế chế của Tsukasa.

## Phương tiện truyền thông

### Manga
Được viết bởi Inagaki Riichiro và được minh họa bởi Boichi, Dr. Stone được ra mắt trong số thứ 14 trên tuần san Shōnen Jump của Shueisha vào ngày 6 tháng 3 năm 2017. Đây chỉ là một trong số các tác phẩm được Inagaki mang đến cho biên tập viên, người đã chọn nó bởi vì anh ấy không biết nó sẽ phát triển như thế nào. Boichi, người đang tìm kiếm một câu chuyện để cộng tác đã tiếp cận vào khoảng thời gian Inagaki đang hoàn thành bảng phân cánh cho chương 3. Tại sự kiên Anime Boston, Viz Media đã công bố giấy phép cho manga và tập đầu tiên của bộ truyện đã được xuất bản vào tháng 9 năm 2018. Shueisha bắt đầu phát hành đồng thời phiên bản tiếng anh trên trang web và ứng dụng Manga Plus vào tháng 1 năm 2019. Bộ truyện đã kết thúc việc đăng hàng tuần trên tạp chí ngày 7 tháng 3, 2022.

### Anime
Một bộ phim truyền hình anime chuyển thể đã được công bố trong số thứ 51 của tạp chí Weekly Shōnen Jump vào ngày 19 tháng 11 năm 2018. Bộ phim được thực hiện bởi TMS Entertainment, được đạo diễn bởi Iino Shinya, Kido Yuichiro biên kịch và Iwasa Yuko thiết kế nhân vật. Kato Tatsuya, Tsutsumi Hiroaki và Kanesaka Yuki đảm nhiệm vai trò sáng tác nhạc cho bộ phim. Bộ phim được bắt đầu phát sóng vào ngày 5 tháng 7 năm 2019 trên Tokyo MX và các kênh khác. Nó sẽ kéo dài trong 24 tập. Nhạc mở đầu là "Good Morning World!" của Burnout Syndromes, và nhạc kết thúc là "Life" được trình bày bởi Rude-α. Bài nhạc mở đầu thứ 2 mang tên "Sangenshoku" do Pelican Fanclub trình bày, và nhạc kết thúc thứ 2 của bộ phim là "Yume No Youna" được Saeki YouthK trình bày.
Mùa thứ hai của anime lấy tiêu đề là Dr. Stone: Stone Wars do cùng xưởng phim sản xuất được phát sóng từ ngày 11 tháng 1 đến ngày 25 tháng 3 năm 2021 với 11 tập. Nội dung của mùa này tập trung vào phần truyện "Stone Wars" từ bộ manga. Ca khúc mở đầu phim mùa hai là "Rakuen" do Fujifabric thực hiện và ca khúc kết thúc phim là "Koe?" được Hatena trình bày.
Mùa thứ ba của anime được thông báo trong tập cuối của mùa hai và nội dung sẽ xoay quanh phần truyện "Age of Exploration" từ manga. Mùa thứ ba lấy tiêu đề Dr. Stone: New World lên sóng ngày 6 tháng 4 năm 2023, ca khúc mở đầu phim mùa ba là "Good Morning [New] World!" do Burnout Syndromes trình bày.
Ngay sau khi mùa thứ ba kết thúc, mùa thứ tư và cũng là mùa cuối cùng với tựa đề Dr. Stone: Science Future được thông báo. Mùa này được dự kiến chia thành ba phần riêng rẽ. Phần đầu tiên được chiếu từ ngày 9 tháng 1 đến 27 tháng 3 năm 2025. Phần thứ hai được ra mắt vào ngày 10 tháng 7 năm 2025.
Bộ phim được phát trực tuyến bởi Crunchyroll trên toàn thế giới bên ngoài châu Á, và Funimation đã sản xuất một bản simuldub. Medialink giữ quyền phát hành loạt phim ở Đông Nam Á, phát trực tuyến phim trên iQIYI và kênh YouTube Ani-One Asia. Bản lồng tiếng Anh của anime bắt đầu chiếu trong khung chương trình Toonami của Adult Swim vào ngày 25 tháng 8, 2019. Mùa thứ hai và thứ ba ra mắt trên Toonami lần lượt vào ngày 16 tháng 5, 2021, và 4 tháng 6, 2023.